# Belloc
Belloc település Franciaországban, Ariège megyében. Lakosainak száma 84 fő (2022. január 1.). Belloc Camon, Léran, Montbel, Saint-Quentin-la-Tour és Troye-d’Ariège községekkel határos.

## Népesség
A település népessége az elmúlt években az alábbi módon változott:
| Lakosok száma | 54   | 55   | 44   | 63   | 62   | 70   | 76   | 80   | 82   | 84   |
|               | 1968 | 1982 | 1990 | 2006 | 2013 | 2015 | 2017 | 2019 | 2020 | 2022 |